# Tephrosia semiglabra
Tephrosia semiglabra är en ärtväxtart som beskrevs av Otto Wilhelm Sonder. Tephrosia semiglabra ingår i släktet Tephrosia och familjen ärtväxter. Inga underarter finns listade i Catalogue of Life.